# Fabio Rampelli
Fabio Rampelli (Roma, 2 agosto 1960) è un politico ed ex nuotatore italiano, dal 21 dicembre 2005 deputato alla Camera per Alleanza Nazionale e Il Popolo della Libertà prima e Fratelli d'Italia poi, attualmente è vicepresidente della Camera dei deputati dal 19 ottobre 2022, nella XIX legislatura, dopo aver ricoperto il medesimo ruolo nella XVIII legislatura.

## Biografia
Nato il 2 agosto 1960 a Roma, dove consegue il diploma di maturità presso il liceo scientifico "Augusto Righi" e la laurea in architettura presso l'Università degli Studi di Roma "La Sapienza", inizia in gioventù l'attività politica, ma parallelamente ha svolto la professione di architetto, iscritto al relativo ordine di Roma, e la carriera agonistica, come atleta azzurro di nuoto, dove ha rappresentato l'Italia ai campionati mondiali nel 1978 svoltisi a Berlino Ovest e ha vinto altri titoli nazionali e internazionali.
È un grande appassionato di vela e amante del mare, sposato con Gloria Sabatini, giornalista del Secolo d'Italia, e padre di due figli.

## Attività politica

### Gli inizi nel MSI/AN
In gioventù aderisce alla sezione romana del Fronte della Gioventù (FdG), l'organizzazione giovanile del Movimento Sociale Italiano-Destra Nazionale, divenendo un dirigente nazionale. Nel 1989, insieme all'allora segretario della FdG Gianni Alemanno, fu arrestato "a causa degli incidenti avvenuti a Nettuno, poco prima del passaggio del corteo con il presidente degli Stati Uniti Bush e la moglie, che si recava in visita al cimitero americano". Segretario della sezione di Colle Oppio, dopo essere stato consigliere di circoscrizione di Roma-Centro storico dal 1989 al 1993, alle elezioni amministrative del 1993 venne eletto consigliere comunale di Roma per il MSI-DN dal novembre 1993 al 1997.

### Consigliere regionale del Lazio
Nel 1995 aderisce alla svolta di Fiuggi di Gianfranco Fini, che porta allo scoglimento del MSI-DN e la sua confluenza in Alleanza Nazionale (AN), con cui alle elezioni regionali nel Lazio del 1995 si candida tra le sue liste, venendo eletto nella circoscrizione di Roma con 8 451 preferenze in consiglio regionale del Lazio. Alle regionali laziali del 2000 viene rieletto consigliere regionale, tra le liste di AN nella medesima circoscrizione con 21.758 preferenze, sostenendo la mozione del compagno di partito Francesco Storace, ricoprendo l'incarico di capogruppo AN nel consiglio regionale.
Alla fine del 1997 viene nominato coordinatore regionale di AN nel Lazio, dal presidente del partito Fini al posto di Adolfo Urso, incarico che ha mantenuto fino al 2002, quando viene succeduto dall'europarlamentare Roberta Angelilli, dov'è stato protagonista di diversi successi elettorali come alle elezioni amministrative del 1998 e regionali nel Lazio del 2000.
Alle elezioni europee del 2004 si candida al Parlamento europeo, tra le liste di Alleanza Nazionale nella circoscrizione Italia centrale, ottenendo 65 558 preferenze ma non venendo eletto.
Alle elezioni regionali nel Lazio del 2005 viene riconfermato consigliere regionale, sempre nella circoscrizione di Roma con 19 208 preferenze.

### Elezione a deputato
Alle elezioni politiche del 2001 viene candidato alla Camera dei Deputati nel collegio uninominale di Roma - Zona Sub. Gianicolense, sostenuto dalla coalizione di centro-destra Casa delle Libertà in quota AN, ottenendo il 48,75% e venendo superato dal candidato de L'Ulivo Donato Renato Mosella (51,25%). Viene comunque eletto deputato il 21 dicembre 2005, subentrando nelle liste di Alleanza Nazionale nella quota proporzionale della circoscrizione Lazio 1.
Alle elezioni politiche del 2006 viene ricandidato alla Camera, tra le liste di Alleanza Nazionale nella circoscrizione Lazio 2 in terza posizione, venendo rieletto a Montecitorio. Nella XV legislatura della Repubblica è stato componente e capogruppo di AN nella 8ª Ambiente, territorio e lavori pubblici.
Alle elezioni politiche anticipate del 2008 viene ricandidato a Montecitorio, nella medesima circoscrizione in sesta posizione tra le liste del Popolo della Libertà (lista elettorale dove AN confluisce), venendo riconfermato deputato. Nella XVI legislatura della Repubblica è stato membro e vicepresidente del Comitato parlamentare di controllo sull'attuazione dell'accordo di Schengen, di vigilanza sull'attività di Europol, di controllo e vigilanza in materia di immigrazione, oltreché componente della 7ª Cultura, scienza e istruzione, della Commissione parlamentare di Vigilanza Rai e della Commissione esaminatrice del concorso "Riprogettare per tutti - un patrimonio architettonico proiettato nel futuro".

### Capogruppo di Fratelli d'Italia alla Camera

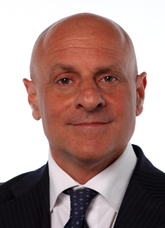
Fabio Rampelli rieletto alla Camera nel 2013.

Contrario all'appoggio del governo Monti, a dicembre 2012 partecipa alla scissione del PdL guidata da Giorgia Meloni, Ignazio La Russa e Guido Crosetto che porta alla nascita di Fratelli d'Italia (FdI), con cui alle elezioni politiche del 2013 viene rieletto deputato tra le sue liste nella circoscrizione Lazio 1, e nel corso della XVIII legislatura è stato capogruppo del partito alla Camera, eletto il 17 giugno 2014 al posto della Meloni.
Nel 2016 sostiene la candidatura di Giorgia Meloni a sindaco di Roma (candidatura per cui egli stesso è stato in predicato), elezione poi vinta da Virginia Raggi.
Sfumata l’ipotesi di una sua candidatura alla presidenza della Regione Lazio, alle elezioni politiche del 2018 viene candidato alla Camera dalla coalizione di centro-destra (in quota FdI) nel collegio uninominale Lazio 1 - 06 (Roma - Quartiere Tuscolano), nel quale ottiene il 28,48% e viene sconfitto dal candidato del Movimento 5 Stelle Felice Mariani (32,52%). Viene tuttavia eletto in quanto ripescato nel collegio plurinominale Lazio 1-03.

### Vicepresidente della Camera
Il 27 marzo 2018, all'apertura della XVIII Legislatura, diventa nuovamente Capogruppo del partito alla Camera dei Deputati: dopo l'elezione a Vicepresidente della Camera, avvenuta il 13 giugno 2018 perché il suo predecessore Lorenzo Fontana (leghista) si era dimesso per diventare Ministro, Rampelli lascia l'incarico di Capogruppo a Francesco Lollobrigida.
Nel corso delle varie legislature ha fatto parte del Comitato Schengen, della Vigilanza Rai, delle commissioni Cultura e Scuola, Attività Produttive e Ambiente, della commissione speciale contro la contraffazione, e quella d’inchiesta sul degrado delle periferie. Ha fondato nel 2018 con altri parlamentari l’Osservatorio per Roma Capitale, rilanciando il tema dei rapporti tra lo Stato e Roma, per concretizzare lo status giuridico speciale e ottenere risorse adeguate al suo ruolo internazionale. È componente della commissione Bilancio e dell’ufficio di presidenza della Camera, con delega alla Sicurezza. In seguito, diviene docente alla Link Campus University di Vincenzo Scotti.

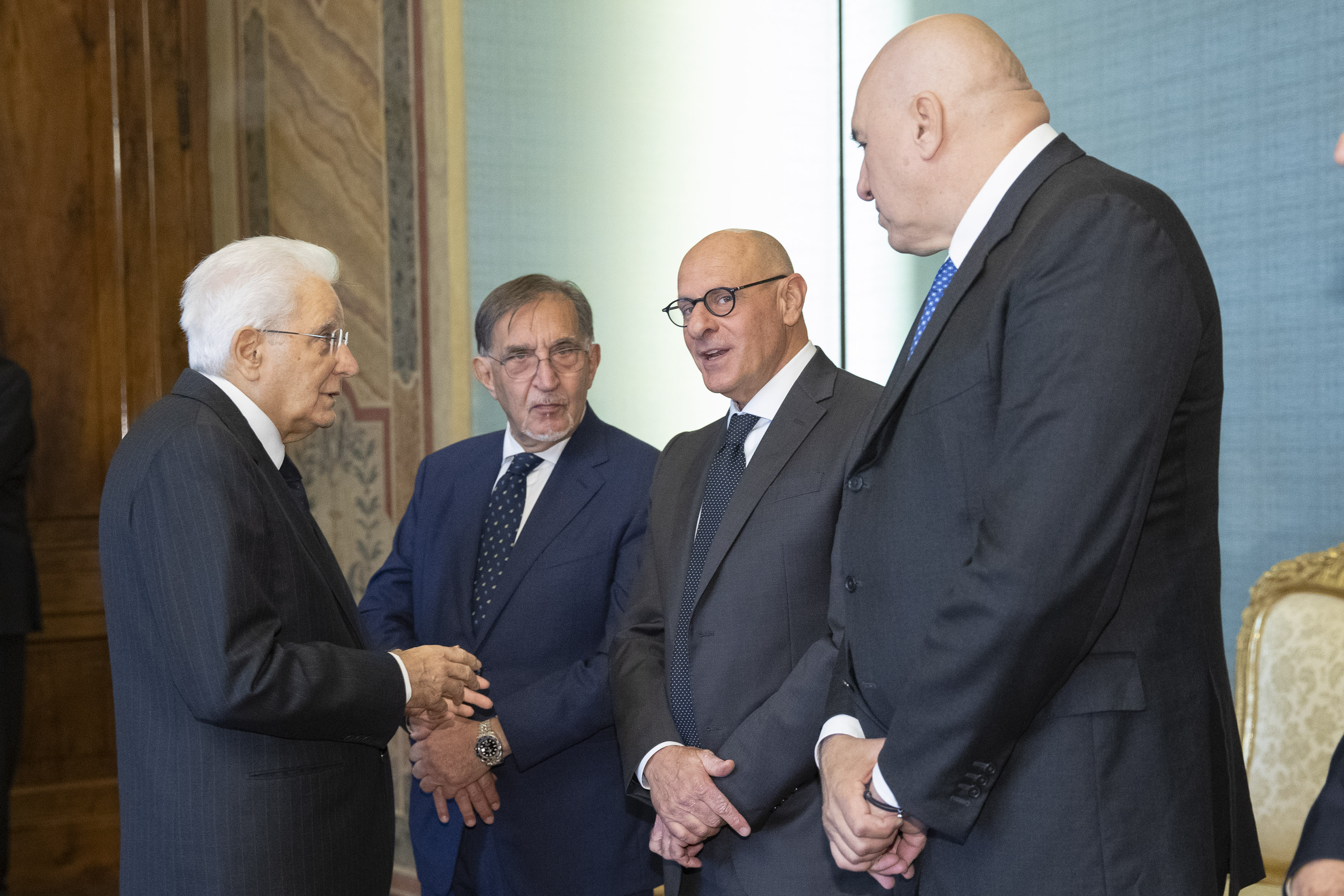
Fabio Rampelli con il Presidente della Repubblica Sergio Mattarella, il presidente del Senato Ignazio La Russa e il ministro della difesa Guido Crosetto nel 2022.

Alle elezioni politiche anticipate del 2022 Rampelli viene ricandidato alla Camera sia nel collegio uninominale Lazio 1 - 03 (Roma Municipio V), sostenuto dalla coalizione di centro-destra in quota FdI, che come capolista di FdI nel collegio plurinominale Lazio 1 - 03, venendo rieletto nell'uninominale con il 43,15% dei voti e superando i candidati del centro-sinistra Rossella Muroni (26,85%) e del Movimento 5 Stelle Angela Salafia (17,97%). Il 19 ottobre seguente viene confermato Vicepresidente della Camera dei deputati, con le funzioni di vicario, avendo ottenuto il maggior numero di voti.
In vista delle elezioni regionali in Lazio del 2023 si parla di lui come possibile candidato della coalizione di centro-destra, ma il suo partito, al quale spetta la scelta del candidato, decide di puntare sul presidente della Croce Rossa Italiana Francesco Rocca, che viene poi eletto.